# Alberic Florizoone (ondernemer)
Alberic Jozef (Joseph) Florizoone (Wulpen, 10 maart 1907 - Adinkerke, 27 september 1992) was een Belgisch imker, ondernemer en oprichter van honingproducent Meli en het attractiepark Meli Park. 

## Familie
Florizoone werd geboren op 10 maart 1907 in het West-Vlaamse dorpje Wulpen. Hij is de zoon van Heliodoor Victoor Florizoone en Sylvie Zenobie Cloet en groeide op in een gezin van 15 kinderen. Zijn echte moeder heeft hij nooit gekend, zij overleed door gebrekkige kraamzorg na de thuisbevalling.
Hij trouwde samen met Martha van Doren op 28 oktober 1941 in Hotel Mon Bijou in De Panne. Samen kregen ze 3 zonen en 1 dochter.
Florizoone overleed op zondag, 27 september 1992 te Adinkerke op 85 jarige leeftijd. Hij werd begraven op 2 oktober 1992 op de burgerlijke begraafplaats van De Panne.
|  |  |                          |                          |                          |                          | ♂ Heliodoor Florizoone (°1875 - †1962) | ♂ Heliodoor Florizoone (°1875 - †1962) | ♂ Heliodoor Florizoone (°1875 - †1962) | ♂ Heliodoor Florizoone (°1875 - †1962) | ♂ Heliodoor Florizoone (°1875 - †1962) | ♂ Heliodoor Florizoone (°1875 - †1962) |                                      |                                      |                                      |                                      |                                      |                                      | ♀ Sylvie Cloet (°1875 - †1908) | ♀ Sylvie Cloet (°1875 - †1908) | ♀ Sylvie Cloet (°1875 - †1908)     | ♀ Sylvie Cloet (°1875 - †1908)     | ♀ Sylvie Cloet (°1875 - †1908)     | ♀ Sylvie Cloet (°1875 - †1908)     |                                    |                                    |                     |                     |                     |                     |                     |                     |
|  |  |                          |                          |                          |                          | ♂ Heliodoor Florizoone (°1875 - †1962) | ♂ Heliodoor Florizoone (°1875 - †1962) | ♂ Heliodoor Florizoone (°1875 - †1962) | ♂ Heliodoor Florizoone (°1875 - †1962) | ♂ Heliodoor Florizoone (°1875 - †1962) | ♂ Heliodoor Florizoone (°1875 - †1962) |                                      |                                      |                                      |                                      |                                      |                                      | ♀ Sylvie Cloet (°1875 - †1908) | ♀ Sylvie Cloet (°1875 - †1908) | ♀ Sylvie Cloet (°1875 - †1908)     | ♀ Sylvie Cloet (°1875 - †1908)     | ♀ Sylvie Cloet (°1875 - †1908)     | ♀ Sylvie Cloet (°1875 - †1908)     |                                    |                                    |                     |                     |                     |                     |                     |                     |
|  |  |                          |                          |                          |                          |                                        |                                        |                                        |                                        |                                        |                                        |                                      |                                      |                                      |                                      |                                      |                                      |                                |                                |                                    |                                    |                                    |                                    |                                    |                                    |                     |                     |                     |                     |                     |                     |
|  |  |                          |                          |                          |                          |                                        |                                        |                                        |                                        |                                        |                                        | ♂ Alberic Florizoone (°1907 - †1992) | ♂ Alberic Florizoone (°1907 - †1992) | ♂ Alberic Florizoone (°1907 - †1992) | ♂ Alberic Florizoone (°1907 - †1992) | ♂ Alberic Florizoone (°1907 - †1992) | ♂ Alberic Florizoone (°1907 - †1992) |                                |                                | ♀ Martha van Doren (°1922 - †2021) | ♀ Martha van Doren (°1922 - †2021) | ♀ Martha van Doren (°1922 - †2021) | ♀ Martha van Doren (°1922 - †2021) | ♀ Martha van Doren (°1922 - †2021) | ♀ Martha van Doren (°1922 - †2021) |                     |                     |                     |                     |                     |                     |
|  |  |                          |                          |                          |                          |                                        |                                        |                                        |                                        |                                        |                                        | ♂ Alberic Florizoone (°1907 - †1992) | ♂ Alberic Florizoone (°1907 - †1992) | ♂ Alberic Florizoone (°1907 - †1992) | ♂ Alberic Florizoone (°1907 - †1992) | ♂ Alberic Florizoone (°1907 - †1992) | ♂ Alberic Florizoone (°1907 - †1992) |                                |                                | ♀ Martha van Doren (°1922 - †2021) | ♀ Martha van Doren (°1922 - †2021) | ♀ Martha van Doren (°1922 - †2021) | ♀ Martha van Doren (°1922 - †2021) | ♀ Martha van Doren (°1922 - †2021) | ♀ Martha van Doren (°1922 - †2021) |                     |                     |                     |                     |                     |                     |
|  |  |                          |                          |                          |                          |                                        |                                        |                                        |                                        |                                        |                                        |                                      |                                      |                                      |                                      |                                      |                                      |                                |                                |                                    |                                    |                                    |                                    |                                    |                                    |                     |                     |                     |                     |                     |                     |
|  |  |                          |                          |                          |                          |                                        |                                        |                                        |                                        |                                        |                                        |                                      |                                      |                                      |                                      |                                      |                                      |                                |                                |                                    |                                    |                                    |                                    |                                    |                                    |                     |                     |                     |                     |                     |                     |
|  |  | ♂ Guy Florizoone (°1944) | ♂ Guy Florizoone (°1944) | ♂ Guy Florizoone (°1944) | ♂ Guy Florizoone (°1944) | ♂ Guy Florizoone (°1944)               | ♂ Guy Florizoone (°1944)               |                                        |                                        | ♂ Robert Florizoone (°1944)            | ♂ Robert Florizoone (°1944)            | ♂ Robert Florizoone (°1944)          | ♂ Robert Florizoone (°1944)          | ♂ Robert Florizoone (°1944)          | ♂ Robert Florizoone (°1944)          |                                      |                                      | ♂ Roland Florizoone (°1950)    | ♂ Roland Florizoone (°1950)    | ♂ Roland Florizoone (°1950)        | ♂ Roland Florizoone (°1950)        | ♂ Roland Florizoone (°1950)        | ♂ Roland Florizoone (°1950)        |                                    |                                    | ♀ Nicole Florizoone | ♀ Nicole Florizoone | ♀ Nicole Florizoone | ♀ Nicole Florizoone | ♀ Nicole Florizoone | ♀ Nicole Florizoone |

## Leven

#### Veurne-Ambacht Honing
Florizoone raakte al vroeg geïnteresseerd in bijen en begon zijn honing, die hij oogstte in de achtertuin van het ouderlijke huis, te promoten op jaarbeurzen en markten. Met advertenties in lokale kranten en deur-aan-deur verkoop bij buurtwinkels stimuleerde hij de verkoop van zijn honing, destijds nog bekend als Veurne-Ambacht Honing. Zijn honing werd al snel een succes, en in 1927 won hij twee prijzen op de Nationale Bijententoonstelling in Leuven. Hij was de vierde generatie bijenkwekers in de familie, en werd de eerste die van honing zijn beroep maakte.
In 1928 kreeg Florizoone het idee om met een glazen bijenkast naar het café van zijn tante te trekken om voorbijgangers te laten zien hoe honing gemaakt werd en hen te laten proeven. Zijn innovatieve bijenkast werd in 1932 op de Internationale Tentoonstelling van Antwerpen als wereldprimeur gepresenteerd en bekroond met een gouden medaille.

#### Meli Park
Na het succes van zijn glazen bijenkast wou Florizoone nog meer mensen laten kennismaken met bijen en honing. In 1934 kocht hij een stuk grond in Adinkerke, waar hij een speeltuin, doolhof, dierentuin en tentoonstellingszaal oprichtte. Bezoekers konden er kennismaken met honing en luisteren naar Florizoone's uitleg over bijen. De bestemming werd Meli Park genoemd, een anagram voor het Franse woord Miel.
Op paasdag 1935 opende Meli park voor het eerst zijn deuren. Door de jaren heen groeide het park met attracties zoals het Sprookjesbos, dansende fonteinen, Apirama, Carioca, Splash, een monorail en meer. Zo werd Florizoone een Europese pretparkpionier.
In 1946 opende Florizoone een tweede Meli Park vestiging in Strombeek.

#### Expo 58
Tijdens Expo 58 in Brussel opende Meli naast Vrolijk België een paviljoen van 1.200 m² met attracties zoals De Wonderbare Bijenkorf (Later Apirama), de Watersymfonie en een verkoopstand voor Meli-producten. Na de expo beheerde Meli op deze locatie, aan de voet van het Atomium, Meli Heizel tot 1986.

#### Overlijden
Nadat Florizoone in 1992 was overleden, verkocht zijn familie eind 1999 het Meli Park aan Studio 100 samen met de mediagroep VMMa. In 2000 werd het park omgebouwd en heropend als Plopsaland De Panne. Later kocht Studio 100 de aandelen van VMMa over. Het park op de Heizel was al in 1986 gesloten. De naam Meli bleef alleen bestaan als merknaam voor de honing.
In 2023 verkocht de familie Florizoone residentie De Biekorf, de voormalige woning van Florizoone en Martha van Doren, aan Plopsa. De villa staat vlak naast het park tussen de hal van Circus Bumba en De Big & Betsy Hoeve.

## Trivia
- Een van de vergaderzalen in het Plopsaland Theater Hotel is vernoemd naar Alberic Florizoone.
- Alberic Florizoone werd in 1999 postuum opgenomen in de IAAPA Hall of Fame, die alle belangrijke pioniers van de pretparkindustrie samenbrengt. Hij vertoeft er in het gezelschap van onder andere Walt Disney.[8]
- Alberic Florizoone is de halfbroer van Albert Florizoone, de oprichter van Bellewaerde.
- Florizoone wordt in Adinkerke herdacht met zijn eigen straat, de Alberic Florizoonelaan.